# Thalidomid
Thalidomid (α-Phthalimidoglutarimid) ist ein 1954 entwickelter Arzneistoff, der als Schlaf- und Beruhigungsmittel unter den Markennamen Contergan und Softenon verkauft wurde und im Contergan-Skandal Ende der 1950er / Anfang der 1960er Jahre tausende menschliche Föten durch Dysmelien schwer schädigte. Chemisch gesehen gehört es zur Gruppe der Piperidindione, einer strukturellen Abwandlung der Barbiturate.
Später zeigte sich, dass Thalidomid darüber hinaus hemmend auf Entzündungen sowie Tumorwachstum und Blutgefäßneubildungen wirkt. Seit 1998 wird es daher in den USA zur Behandlung besonders schwerer Lepraformen und seit 2009 in Deutschland zur Behandlung des multiplen Myeloms angewandt.

## Geschichte

### Schlaf- und Beruhigungsmedikament

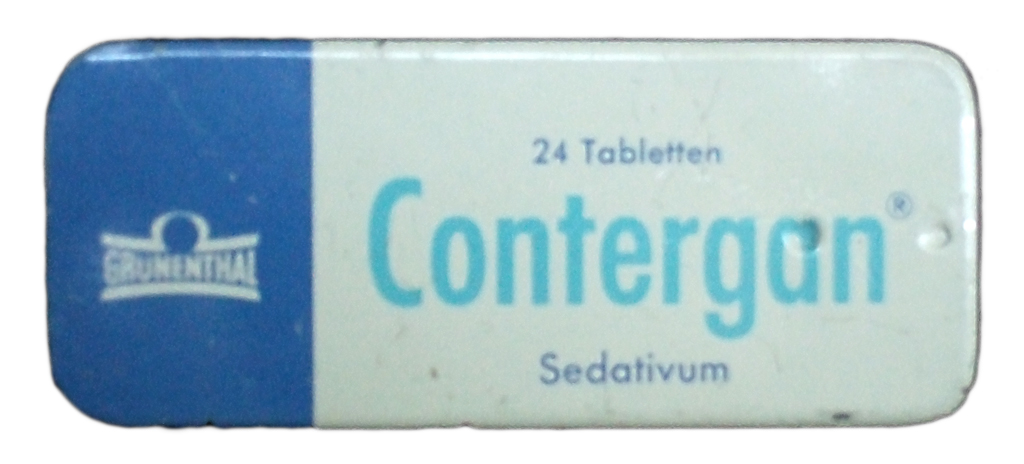
Historische Contergan-Verpackung

Im März 1954 synthetisierten in der Forschungsabteilung des Stolberger Pharmaunternehmens Grünenthal die Mitarbeiter Heinrich Mückter, Wilhelm Kunz (geb. 1920) und Herbert Keller (geb. 1925) – auf der Suche nach einer kostengünstigen Methode zur Gewinnung von Antibiotika aus Peptiden und im Rahmen der damaligen Entwicklung neuartiger Schlafmittel wie Pyrithyldion (Persedon) und Glutethimid (ebenfalls Piperidindione) – durch die Erhitzung von Phthaloylisoglutamin das Phthalimidoglutarimid. Es erhielt durch den Leiter der Forschungsabteilung, Mückter, den Namen Thalidomid und bestritt im Dezember 1960 fast die Hälfte des Inlandsumsatzes von Grünenthal.
Die Forscher bei Grünenthal konnten keine antibiotischen und im Tierversuch auch keine anderen medizinisch verwertbaren Wirkungen bei Thalidomid feststellen. Hohe Dosen hatten keine tödliche Wirkung bei Ratten, Mäusen, Meerschweinchen, Kaninchen, Katzen und Hunden, und es wurden auch keine anderen unerwünschten Wirkungen beobachtet. Somit schien für Grünenthal der Wirkstoff harmlos zu sein. Thalidomid wurde als „untoxisch“ eingestuft, was es sehr attraktiv für eine kommerzielle Verwertung machte. Man begann, für die inzwischen patentierte Verbindung eine Anwendung zu suchen. Zwar hatte Thalidomid sich in Tierversuchen nicht als sedativ wirksam gezeigt, doch da man sich von einem nicht letalen Beruhigungsmittel ein großes Marktpotential versprach, entschied die Firma, die Forschung in Richtung eines Human-Schlafmittels zu intensivieren.
Ohne jegliche wissenschaftliche Rationale wurde Thalidomid zunächst zur Anfallsprophylaxe bei Epilepsie verschrieben. Es zeigte zwar keine antikonvulsive Wirkung, die Patienten berichteten jedoch von der guten schlafbringenden und entspannenden Eigenschaft des Medikamentes.
Thalidomid durfte in Deutschland nicht verkauft werden, solange nicht seine Wirkung im Tierversuch getestet wurde. Da im Tierversuch Thalidomid keine sedierende Wirkung zeigte, wurde es an Mäusen im Schüttelkäfig getestet. Dabei wurde untersucht, inwiefern sich die Bewegungen der Mäuse in der Verum-Gruppe (Gruppe, die den Wirkstoff bekam) und der Placebogruppe unterschieden.
Bevor das Mittel auf den Markt kam, nahm ein Grünenthal-Mitarbeiter eine Probe mit nach Hause und gab seiner schwangeren Frau davon, um ihr zu einem besseren Schlaf zu verhelfen. Das Kind kam ohne Ohren zur Welt und wurde so zum ersten Contergan-Opfer.
Grünenthal vermarktete die Substanz vom 1. Oktober 1957 bis November 1961 unter dem Namen Contergan als „erstes bromfreies Schlaf- und Beruhigungsmedikament ohne größere Nebenwirkungen“. Da Contergan unter anderem auch gegen die typische morgendliche Schwangerschaftsübelkeit in der frühen Schwangerschaftsphase half, wurde es Ende der 1950er Jahre gezielt als das Beruhigungs- und Schlafmittel für Schwangere empfohlen und beworben. Im Hinblick auf Nebenwirkungen galt es als besonders sicher, denn als bromfreies Schlafmittel sollten Nebenwirkungen wie Verwirrtheitszustände, Delirien und Stottern ausbleiben. Zudem war es deutlich weniger gefährlich als die Barbiturate, die häufig bei Suiziden benutzt wurden. Thalidomid war auch in den Medikamenten Algosediv, Grippex und, als Bestandteil von Grünenthal geliefert, in dem Hustenmedikament Peracon der Kali Chemie enthalten.

### Contergan-Skandal
Ende der 1950er Jahre kam es zu einer zunächst unerklärlichen Häufung von Missbildungen Neugeborener. In der Öffentlichkeit und bei dem im Verlauf der Zeit erst neugegründeten deutschen Bundesgesundheitsministerium wurde eine mögliche Schädigung durch Kernenergie und insbesondere die damals oberirdisch verlaufenden Kernwaffentests vermutet. Dabei wurde die Rate von Fehlbildungen bei Kindern untersucht und eine Zunahme statistisch verneint, allerdings mit Daten, die nur bis zum Zeitpunkt der Marktzulassung von Thalidomid reichten. Aufgrund dieser Statistik glaubte man bei den neu aufgetretenen Schädigungen erst an eine zufällige Häufung, was die Ursachenforschung deutlich verzögerte.
Die fruchtschädigende Wirkung des Arzneistoffes Thalidomid wurde unabhängig voneinander in Deutschland und Australien entdeckt. Der australische Arzt William McBride veröffentlichte am 16. Dezember 1961 einen Leserbrief zu Fehlbildungen bei Neugeborenen im Zusammenhang mit der Gabe von Thalidomid in The Lancet. Zuvor hatte er sich an den Lizenznehmer in Australien gewandt, der die Warnung im November 1961 an den deutschen Hersteller Grünenthal weiterleitete. Kurz vorher, am 15. November 1961, hatte der Humangenetiker Widukind Lenz das Unternehmen über seinen Verdacht in Kenntnis gesetzt. Am 18. November berichtete er auf einem Fachkongress über seinen Verdacht. Die Firma Grünenthal reagierte zunächst abwartend. Obwohl dem Stolberger Herstellerunternehmen 1961 bereits 1600 Warnungen über beobachtete Fehlbildungen an Neugeborenen vorlagen, wurde Contergan nach wie vor vertrieben. Erst nachdem ein Zeitungsartikel in der Welt am Sonntag vom 26. November 1961 den Verdacht von Lenz publik gemacht hatte, zog Grünenthal schließlich am darauffolgenden Tag Contergan aus dem Handel.
Laut Bundesverband Contergangeschädigter wurden etwa 5000 contergangeschädigte Kinder geboren. Andere Quellen sprechen von 10.000 Fällen weltweit, von denen 4000 auf die Bundesrepublik Deutschland entfielen, wovon die Hälfte bereits verstorben sei (Stand von 2007). Hinzu kommt eine unbekannte Zahl von Fehlgeburten. In der DDR hatte der Zentrale Gutachterausschuss für das Arzneimittelwesen die Herstellung und den Vertrieb von Schlafmitteln auf Basis von Thalidomid abgelehnt, da man dieses als noch nicht ausreichend überprüft einstufte. Einige wenige Conterganpackungen gelangten aus der Bundesrepublik in die DDR. Insgesamt sind in der DDR 8 Fälle von Missbildungen dokumentiert, die durch Contergan bedingt waren.
In Österreich und in der Schweiz hieß das Mittel Softenon und war verschreibungspflichtig. Offiziell gibt es in Österreich 13 Contergan-Opfer, da man dort damals sehr restriktiv mit der Rezeptpflicht umging. In der Schweiz wurden 9 Contergan-geschädigte Kinder geboren. Softenon wurde 1962 vom Markt genommen.
Auch in Brasilien gibt es anerkannte Schadensfälle durch Thalidomid. Contergan wurde auch in größeren Mengen nach Osteuropa und Vorderasien geliefert.
In den USA wurde Contergan die Zulassung verweigert, es wurde aber in großen Mengen „zu Testzwecken“ verteilt, nachdem der amerikanische Hersteller Richardson-Merrell die Zulassung im September 1960 erstmals beantragt hatte. Frances Oldham Kelsey, die zuständige Pharmakologin der US-Gesundheitsbehörde Food and Drug Administration, hatte sich nicht auf die Angaben der Firma Richardson-Merrell verlassen, die keine Testergebnisse beinhalteten. Stattdessen wurden nur generelle Aussagen Grünenthals und des Marketing-Departments von Richardson-Merrell angegeben, und Geschäftsleute und Politiker übten Druck auf Kelsey aus. Sie forderte Richardson-Merrell auf, Tests durchzuführen und die Ergebnisse mitzuteilen. Die Firma weigerte sich und verlangte insgesamt sechs Mal, die Zulassung zu gestatten, was jedes Mal abschlägig beschieden wurde. Im Jahre 1962 zog Richardson-Merrell dann den Antrag auf Zulassung zurück. Trotzdem wurden insgesamt 17 Kinder mit Contergan-bedingten Missbildungen geboren.
Die geballte Medienpräsenz des Themas, die durch den 50. Jahrestag der Markteinführung von Contergan und den kurz darauf ausgestrahlten Fernsehzweiteiler Contergan erzeugt wurde, führte am 7. Dezember 2007 – also 46 Jahre nach Bekanntwerden der schädigenden Wirkung – zu ersten Gesprächen zwischen Grünenthal und dem Bundesverband der Contergangeschädigten.
Auch andere Geschädigte fordern zum Dialog auf und haben dazu eine das Zitat des Produzenten des Zweiteilers aufgreifende Online-Unterschriften-Aktion gestartet.
Betroffenen-Verbände hoffen als Ergebnis auch auf finanzielle und andere Verbesserungen ihrer Situation. Zum 1. Juli 2008 wurde die Verdoppelung der monatlichen Entschädigungszahlungen umgesetzt. Dies wird von Politik und Verbänden als „erster wichtiger Schritt“ zur Milderung der „finanziellen Auswirkungen der Spät- und Folgeschäden“ bezeichnet. Am 8. Mai 2008 gab Grünenthal bekannt, freiwillig 50 Mio. Euro in die Conterganstiftung einzahlen zu wollen, um die Lebenssituation der Contergan-Geschädigten dauerhaft zu verbessern. Dies wurde am 15. Juli 2009 umgesetzt.

## Schädigungen durch Thalidomid

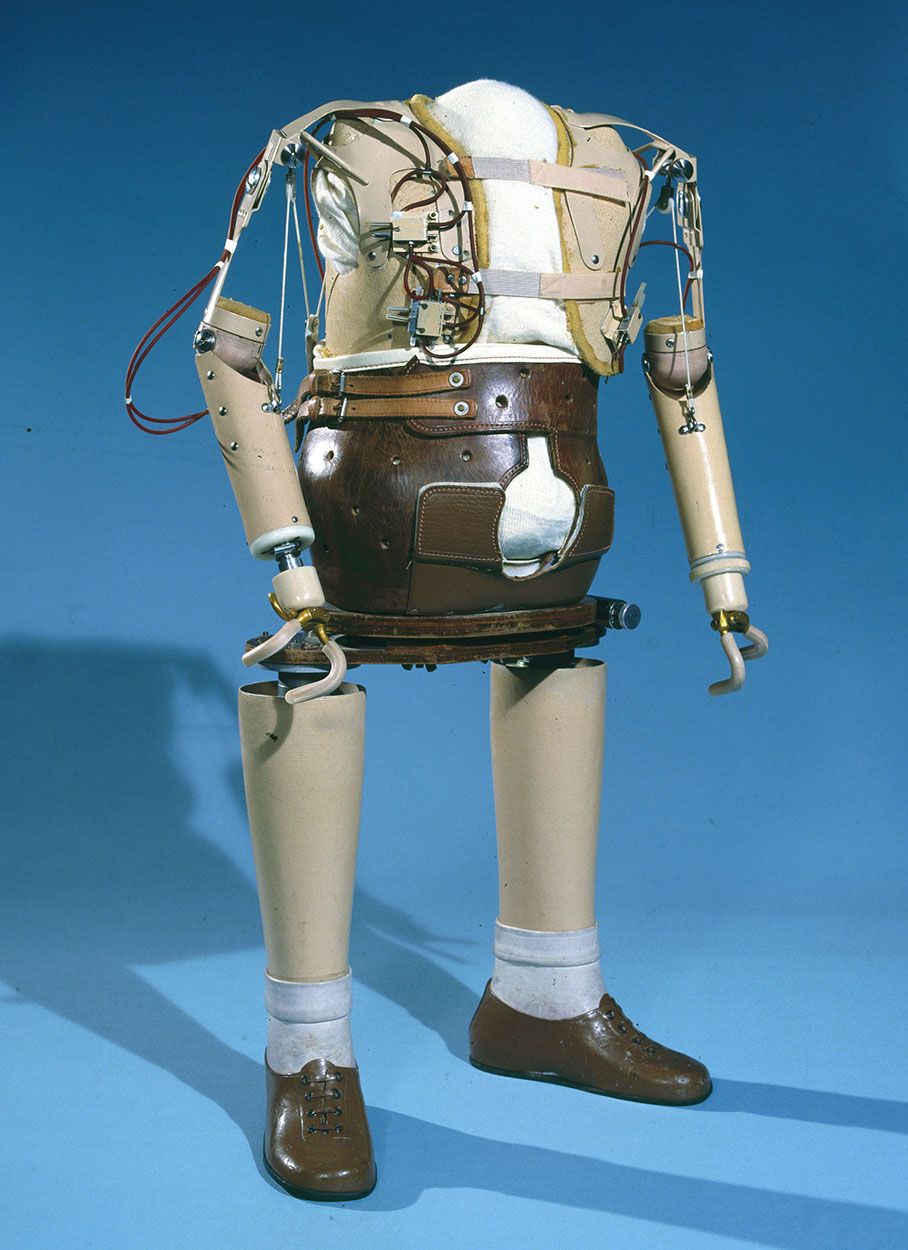
Prothese für ein Thalidomid-geschädigtes Kind

Thalidomid führt, innerhalb der ersten drei Monate der Schwangerschaft eingenommen, zu schweren Fehlbildungen der Gliedmaßen (Dysmelien, wie beispielsweise radiale Klumphand), speziell zum Fehlen von Röhrenknochen (Phokomelie), oder sogar zum totalen Fehlen (Aplasien) von Gliedmaßen und Organen der Kinder. Thalidomid blockiert den Wachstumsfaktor VEGF (Vascular Endothelial Growth Factor), wodurch es zu einer fehlenden Vaskularisierung (Blutgefäßbildung) in den Extremitäten des Embryos kommt. Dies führt zu einer verkürzten oder fehlenden Anlage der Arme und Beine, meist beidseitig. Zu unterscheiden ist dies von einer mechanischen Abschnürung von Gliedmaßen (siehe dazu Amniotisches-Band-Syndrom).
Als direktes, teratogenes Target wurde das Protein Cereblon identifiziert, das mit weiteren Proteinen einen Ubiquitin-Ligase-Komplex bildet. Dieser Komplex steuert auch die Morphogenese von Gliedmaßen, und die Hemmung der Ligaseaktivität durch Bindung von Thalidomid an Cereblon ist eine der biologischen Hauptursachen der Missbildungen. Dieser Mechanismus wurde im Jahr 2010 bekannt.

Chemische Strukturen von Thalidomid und seinen second generation Analoga Pomalidomid und Lenalidomid im Vergleich

2018 wurde veröffentlicht, dass Thalidomid und ebenso die ähnlichen Medikamente Lenalidomid und Pomalidomid verschiedene Transkriptionsfaktoren abbauen, darunter alle drei SALL4 („Sal-like protein 4“), welche für das Wachstum nötig sind. Während beim Okihiro-Syndrom, bei dem sehr ähnliche Missbildungen auftreten können, der Ausfall von SALL4 auf dessen genetischer Mutation beruht, kommt es durch diese Medikamente nicht zu einer Mutation. Dieser Ausfall betrifft neben dem Menschen nur wenige Tierarten (Primaten und Kaninchen), bei anderen wie Mäusen kommt es wegen genetischer Unterschiede nicht zum Abbau von SALL4 durch Cereblon, weswegen die Fehlbildungen hervorrufende Wirkung bei den damals üblichen Tierversuchen nicht erkannt wurde.
Bei der Thalidomid-Embryopathie ist besonders gut untersucht, zu welchem Zeitpunkt der Einwirkung des Medikaments welche Schädigung verursacht wird: So kommt es beispielsweise bei einer Einnahme zwischen dem 34. und 37. Tag nach der letzten Regelblutung zu einem Fehlen der Ohrmuschel, zwischen dem 35. und 41. Tag zu einer Unterentwicklung des Daumens, zwischen dem 38. und 45. Tag treten Arm-, zwischen dem 41. und 47. Tag Bein- und zwischen dem 46. und 50. Tag Daumenfehlbildungen auf.
In der Zeit nach 1961, nachdem Contergan vom Markt zurückgezogen worden war, wurde es weiterhin an verschiedenen Tierarten getestet. Die Resultate waren größtenteils negativ oder zeigten keine vergleichbaren Fehlbildungen am Nachwuchs. Obwohl Ratten und Mäuse durch die Substanz sediert wurden (der Grund, weshalb man überhaupt auf die sedierende Wirkung des Thalidomid gekommen war, lag darin, dass bei einem Versuch, bei dem eine völlig andere Wirkung des Wirkstoffes untersucht werden sollte, die Nagetiere, die Thalidomid erhielten, wider Erwarten einschliefen), konnte auch in klassischen Tierversuchen mit hoher Konzentration keine eindeutige fruchtschädigende Wirkung des Präparates nachgewiesen werden. Erst ab 1962 zeigte sich bei Weißen Neuseeländern – einer Kaninchenrasse, die als Versuchstier vor Markteinführung nicht als Tiermodell üblich war – eine teratogene Wirkung. Diese dadurch nachgewiesene Artspezifität einer teratogenen Wirkung war bis dato unbekannt und stellte ein Ereignis mangelnder Übertragbarkeit von Tierversuchsergebnissen auf den Menschen dar.
Die Befürchtung, dass Thalidomid durch Veränderung des Erbgutes auch nachfolgende Generationen schädigen könnte, hat sich nicht bewahrheitet. Die Kinder thalidomidgeschädigter Menschen sind von dem Thalidomid-Syndrom nicht betroffen.
Beim Patienten selbst kann sich unter Einnahme von Thalidomid eine Polyneuropathie ausbilden, die bei den neuen Indikationen den bedeutendsten dosislimitierenden Faktor darstellt. Sie kann sich schnell und vollständig zurückbilden, aber auch über Jahre bestehen bleiben. Zudem wird ein erhöhtes Risiko für maligne Entartungen genauer untersucht, der Hersteller hatte 2013 bereits einen Rote-Hand-Brief veröffentlicht.
In mehr als 2000 Forschungsberichten sind die Ergebnisse von Studien niedergeschrieben worden, die seit 1961 den molekularen Mechanismus der Fruchtschädigung zu fassen suchten, und mehr als dreißig Hypothesen zur Erklärung der Schäden wurden aufgestellt.

## Unterschiedliche Wirkung von (S)- und (R)-Enantiomer

Ablauf der Racemisierung

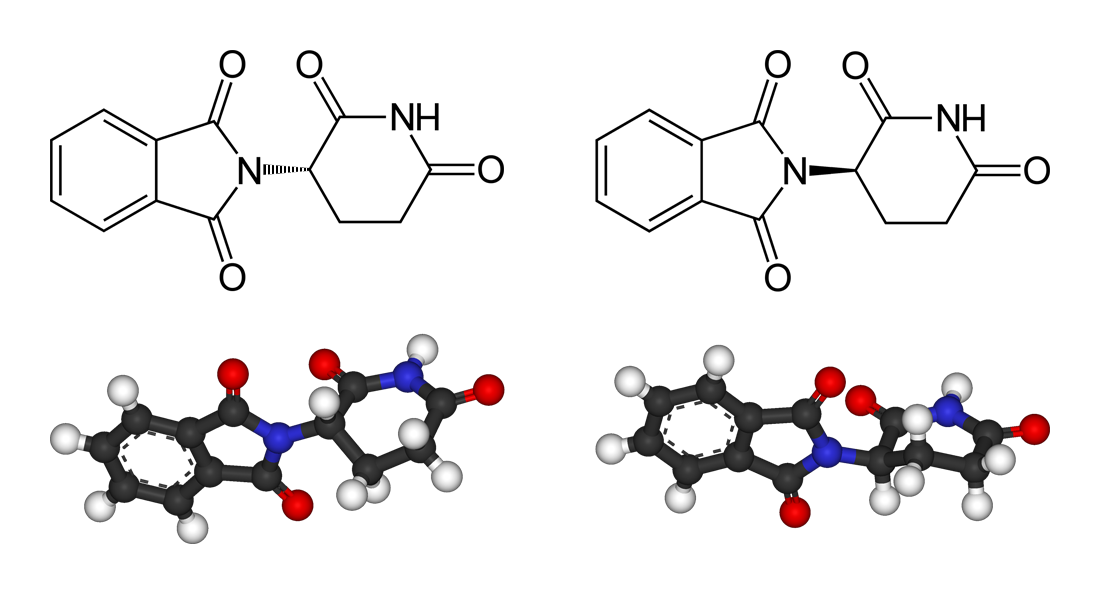
Die beiden Enantiomere des Thalidomids:
Links: (S)-Thalidomid
Rechts: (R)-Thalidomid

Thalidomid ist eine chirale Verbindung, die als Racemat verkauft wurde. Die sedierende Wirkung kommt dem (+)-(R)-Enantiomer zu, die fruchtschädigende (teratogene) Wirkung wird dem (−)-(S)-Enantiomer zugeschrieben. Durch Austausch des Wasserstoffs am Stereozentrum durch das Isotop Deuterium konnten Thalidomid-Analoga erfolgreich stereochemisch stabilisiert werden.

## Pharmakokinetik
Thalidomid ist im Magen-Darm-Trakt schlecht löslich und so ist die Resorption nach peroraler Aufnahme beim Menschen langsam und umfassend. Bei einer Dosis von 200 mg wird nach 3 bis 4 Stunden eine Serumspitzenkonzentration von 1–2 mg/L erreicht. Die Eliminationshalbwertszeit beträgt etwa 6 Stunden, die, da die Eliminierung rasch verläuft, ungefähr die Resorptionsverhältnisse widerspiegelt. Thalidomid wird durch die Leber kaum metabolisiert. Seine Amidbindungen werden jedoch durch Hydrolyse gespalten. Die Hydroxylierung der molekularen Ringe des Thalidomids ist speziesabhängig und im Menschen von geringer Bedeutung.
Die beiden Enantiomere wandeln sich im menschlichen Körper mit einer Halbwertszeit von 2 bis 6 Stunden ineinander um – sie racemisieren. Da das (S)-Enantiomer wesentlich schneller als sein (R)-konfiguriertes Gegenstück ausgeschieden wird, verbleibt im Blut ein Gleichgewichtsüberhang bei letzterem.

## Synthese
Die erste Synthesevariante von Grünenthal geht vom Phthalsäureanhydrid aus, welches im ersten Schritt in Pyridin mit L-Glutaminsäure umgesetzt wird. Das resultierende Dicarbonsäurezwischenprodukt wird danach in Gegenwart von Acetanhydrid zum Anhydrid zyklisiert. Die Zielverbindung ergibt sich dann durch eine Reaktion mit Harnstoff. Bei dieser Synthesesequenz resultiert ein Racemat.
Eine 2023 von Studenten der Universität Bologna entwickelte Ein-Topf-Reaktion setzt Phthalsäureanhydrid mit Glutamin in Toluol durch Dehydratisierung mit Essigsäureanhydrid unter Einwirkung von Triethylamin um:

## Neue Indikationen
In klinischen Studien zeigte Thalidomid aufgrund seiner antiinflammatorischen (entzündungshemmenden), antineoplastischen (tumorhemmenden) und antiangiogenetischen (Verminderung von Gefäßneubildung) Wirksamkeit therapeutische Effekte bei verschiedenen Krankheiten. Dazu gehören unter anderem Hauterkrankungen (Erythema nodosum leprosum, Lupus erythematodes), das multiple Myelom sowie Autoimmunerkrankungen. Bei korrekter Anwendung wurde der Wirkstoff daher als eine hilfreiche Therapie für Patienten bewertet, für deren Krankheiten keine andere adäquate Behandlung existiert. So wurde es auch erfolgreich zur Behandlung von Aphthen bei HIV-Patienten eingesetzt.
Bei an Prostata-Krebs erkrankten Patienten, die sich einer intermittierenden Hormonblockade unterzogen, führte die Gabe von Thalidomid zu einer Verlängerung der Zeit bis zum Wiederanstieg des PSA-Wertes (als Zeichen einer erneuten Aktivität des Karzinoms).

### Lepra
Im Jahre 1964 fand der israelische Hautarzt Jacob Sheskin, der einer Lepra-Patientin Contergan aus Restbeständen verabreichte, heraus, dass sich ihre Geschwüre am nächsten Tag deutlich zurückgebildet hatten. Bedingt durch diese Entdeckung wurde Thalidomid für diese Indikation getestet, vor allem in südamerikanischen Ländern wie Kolumbien und Brasilien.
Jedoch wurde das Mittel auch an Schwangere ausgegeben, und es kam in Folge wieder zu Fehlbildungen bei Neugeborenen. Da die Rate der Analphabeten in Brasilien in manchen Bevölkerungsschichten hoch ist, missverstanden viele Frauen das Etikett mit einer durchgestrichenen schwangeren Frau auf der Verpackung als Antibabypille. Dadurch kam es in Brasilien zu einer neuen Generation schwer fehlgebildeter Kinder. Infolgedessen verbot Brasilien zunächst die Herausgabe von Thalidomid an Menschen im fortpflanzungsfähigen Alter. In Brasilien gibt es insgesamt 480 anerkannte Schadensfälle durch Contergan.
Heute hat sich Thalidomid in Brasilien als verschreibungspflichtige Standardmedikation gegen Lepra durchgesetzt; es gilt als das wirksamste Mittel gegen die Erkrankung.
1998 beschied in den USA die Food and Drug Administration einen Zulassungsantrag positiv für ein Thalidomid-haltiges Arzneimittel zur Behandlung des Erythema Nodosum Leprosum (ENL), einer besonders schweren Verlaufsform der Lepra. Der Zulassungsinhaber Celgene hat für strenge therapiebegleitende Sicherheitsvorkehrungen zu sorgen. Ein Patient, der daran teilnimmt, muss strenge Auflagen akzeptieren und einhalten.

### Multiples Myelom
Inzwischen wurde die Indikation um die Behandlung des multiplen Myeloms erweitert.
Nachdem Thalidomid 2001 bereits als so genanntes „Arzneimittel für seltene Leiden“ (orphan drug) ausgewiesen und als solches in das entsprechende EU-Gemeinschaftsregister eingetragen wurde, erteilte die EU-Kommission im April 2008 die Zulassung für eine orale Darreichungsform (50 mg Hartkapseln) zur Kombinationstherapie mit Melphalan und Prednison von Patienten mit nicht vorbehandelten multiplen Myelomen ab 65 Jahren oder Patienten, bei denen eine hoch dosierte Chemotherapie nicht in Betracht gezogen werden kann (Zulassungsinhaber: Pharmion Ltd.).
Im Jahr 2019 wurde eine Cochrane-Übersichtsarbeit zu Nutzen und Schaden einiger Medikamentenkombinationstherapien zur Erstbehandlung des Multiplen Myeloms veröffentlicht. Diese Therapieform wird bei Patienten eingesetzt, die für eine Stammzelltransplantation nicht infrage kommen. Eine Medikamentenkombination mit Thalidomid war Teil der Übersichtsarbeit. Diese Kombination aus Thalidomid, Melphalan und Prednisolon verursachen wahrscheinlich eine Verlängerung des Gesamtüberlebens, im Vergleich zur alleinigen Therapie mit Melphalan und Prednisolon. Thalidomid plus Melphalan und Prednisolon verursachen vielleicht eine ausgeprägte Erhöhung des progressionsfreien Überlebens. Die Gabe von Thalidomid plus Melphalan und Prednisolon führen wahrscheinlich zu einer ausgeprägten Erhöhung von Polyneuropathien. Thalidomid plus Melphalan und Prednison verursachen eine ausgeprägte Erhöhung des Abbruchs der Studie durch die Patienten wegen unerwünschten Ereignissen. Es werden weitere Forschungsergebnisse benötigt, um die Sicherheit, Effektivität und die Auswirkungen auf die Lebensqualität dieser Therapieform einzuschätzen.

### Myelodysplastisches Syndrom
Die Gabe von Thalidomid zur Behandlung des myelodysplastischen Syndroms wird in multizentrischen Studien geprüft. Ein genauer Wirkmechanismus ist noch nicht bekannt, besteht aber möglicherweise in der Hemmung des Tumornekrosefaktor (TNF-α) und Stimulation von zytotoxischen T-Zellen. Vorläufige Daten zeigen, dass Thalidomid bei vielen Patienten zu einer Verbesserung der peripheren Blutzellwerte führen kann. Einige Patienten erreichen eine vollständige Normalisierung des Blutbilds.

### Morbus Crohn
Durch eine starke immunmodulatorische Wirkung konnte Thalidomid auch bei der Behandlung von Kindern und Jugendlichen mit Morbus Crohn, die auf bisherige Medikamente nicht angesprochen haben, Wirkung zeigen. Als Immunsuppressivum konnte der Wirkstoff bei einer Reihe von Patienten eine lang anhaltende Remission erreichen.

### Indikationen in der Tiermedizin
In der Tiermedizin kann Thalidomid zur chemotherapeutischen Behandlung bösartiger Tumoren bei Tieren indiziert sein, die nicht zur Gewinnung von Lebensmitteln dienen. Aufgrund der antiangiogenen Wirkung wurde der Einsatz zum Beispiel beim Hämangiosarkom des Hundes untersucht.
In den USA und mehreren europäischen Ländern ist die Verordnung und Anwendung von Thalidomid durch Tierärzte unter gewissen Sicherheitsvorkehrungen möglich. In Deutschland ist die Verwendung des T-Rezepts exklusiv Humanmedizinern vorbehalten, was eine Anwendung in der Tiermedizin ausschließt. Obwohl das BfArM bereits im Jahr 2010 über einen entsprechenden Bedarf informierte, fehlt bislang in Deutschland eine Rechtsgrundlage zur Anwendung von Thalidomid bei Tieren.

## Forschung
Thalidomid bindet an die Ubiquitin-Ligase-Untereinheit Cereblon und hat daher in den letzten Jahren bei der Entwicklung von Proteolyse-induzierenden chimären Verbindungen (PROTACs) große Bedeutung als E3-Ligase-Binder gewonnen.

## Vertrieb
Außer in den USA (seit 1998) ist Thalidomid zurzeit in Australien (seit Oktober 2003), Neuseeland (seit Dezember 2003), der Türkei (seit Juni 2004), Israel (seit September 2004) und in den Mitgliedstaaten der EU (seit April 2008) zugelassen. In den USA, China, Japan, Korea und Taiwan wird Thalidomid durch die Firma Celgene vertrieben. Diese produziert auch das dem Thalidomid ähnliche Lenalidomid. Für alle übrigen Länder hatte die britische Firma Pharmion die Vermarktungsrechte von Celgene erworben. Anfang 2008 übernahm Celgene die Firma Pharmion mit ihrem gesamten Produktportfolio. Ehemals auslizenzierte Produkte wie z. B. Thalidomid wurden wieder ausschließlich von Celgene betreut. 2021 ging die Zulassung an Bristol-Myers Squibb über, der Präparatename änderte sich zu Thalidomide BMS. Seit 2022 ist in der EU mit Thalidomide Lipomed zusätzlich ein Nachahmerpäparat zugelassen.
Die Anwendung erfolgt unter strengen Sicherheitsrichtlinien. In Deutschland ist die Abgabe thalidomidhaltiger Arzneimittel durch den § 3a der Arzneimittelverschreibungsverordnung reguliert und unterliegt der amtlichen Überwachung. Deshalb muss der Arzt für die Verordnung das so genannte T-Rezept verwenden. Es darf jeweils nur ein Präparat pro T-Rezept verordnet werden. Der Arzt muss versichern, die Sicherheitsmaßnahmen gemäß der aktuellen Fachinformation einzuhalten, insbesondere auch, erforderlichenfalls ein Schwangerschafts-Präventionsprogramm durchzuführen. Ferner muss er auf der Verschreibung vermerken, ob die Behandlung innerhalb oder außerhalb (Off-Label-Use) der jeweils zugelassenen Anwendungsgebiete erfolgt. Thalidomid- oder lenalidomidhaltige Arzneimittel dürfen nicht im Wege des Versandhandels in den Verkehr gebracht werden (§ 17 Abs. 2b Apothekenbetriebsordnung).
Das Unternehmen Chemie Grünenthal GmbH, das einst Contergan produzierte, verschenkte Restbestände des Mittels noch bis Ende 2003 an Wissenschaftler. Die inzwischen in Aachen beheimatete Firma vertreibt heute jedoch kein Thalidomid mehr.

## Externe Links zu erwähnten Verbindungen
1. ↑  Externe Identifikatoren von bzw. Datenbank-Links zu (S)-Thalidomid:  CAS-Nr.: 841-67-8, EG-Nr.: 635-910-2, ECHA-InfoCard: 100.163.755, PubChem: 92142, ChemSpider: 83188, Wikidata: Q27131493.
2. ↑  Externe Identifikatoren von bzw. Datenbank-Links zu (R)-Thalidomid:  CAS-Nr.: 2614-06-4, EG-Nr.: 636-759-5, ECHA-InfoCard: 100.164.526, PubChem: 75792, ChemSpider: 68301, Wikidata: Q27131492.
3. ↑  Externe Identifikatoren von bzw. Datenbank-Links zu Phthaloylisoglutamin:  CAS-Nr.: 30076-84-7, PubChem: 134283, ChemSpider: 118376, Wikidata: Q134087997.